# Сан Микеле-Сан Ђорђо (Комо)
Сан Микеле-Сан Ђорђо је насеље у Италији у округу Комо, региону Ломбардија.
Према процени из 2011. у насељу је живело 5040 становника. Насеље се налази на надморској висини од 261 м.